# Dunajská Lužná
Dunajská Lužná este o comună slovacă, aflată în districtul Senec din regiunea Bratislava. Localitatea se află la altitudinea de 130 m deasupra n.m., se întinde pe o suprafață de 26,95 km2 și în 2017 număra 6.414 locuitori.

## Istoric
Localitatea Dunajská Lužná este atestată documentar din 1230.

## Demografie
| An:                | 1994 | 2004    | 2014    | 2024    |
| ------------------ | ---- | ------- | ------- | ------- |
| Număr de persoane: | 2808 | 3136    | 5536    | 8096    |
| Diferență:         |      | +11,68% | +76,53% | +46,24% |

| An:                | 2023 | 2024   |
| ------------------ | ---- | ------ |
| Număr de persoane: | 8014 | 8096   |
| Diferență:         |      | +1,02% |